# Listes des unités urbaines de l'Ain
Les unités urbaines dans l'Ain sont des agglomérations urbaines françaises situées dans le département de l'Ain, en région Auvergne-Rhône-Alpes.
Elles sont définies principalement sur le critère de la continuité du bâti par l’Institut national de la statistique et des études économiques (Insee). Plus précisément, l'unité urbaine correspond à une commune ou un ensemble de communes dont plus de la moitié de la population réside dans une zone agglomérée de plus de 2 000 habitants dans laquelle aucune habitation n'est séparée de la plus proche de plus de 200 mètres.
En 2020, l'Ain comprend 47 unités urbaines.

## Liste
Le tableau ci-dessous présente la liste des 47 unités urbaines du département :
| Code Insee | Unité urbaine                         | Communes | Aire d'attraction           | Superficie (km²) | Population (2020) | Densité (hab/km²) |
| ---------- | ------------------------------------- | -------- | --------------------------- | ---------------- | ----------------- | ----------------- |
| 00165      | Seyssel                               | 2        | Hors attraction des villes  | 33,99            | 2 312             | 67                |
| 00360      | Valserhône                            | 1        | Genève                      | 62,53            | 16 162            | 263               |
| 00451      | Belleville-en-Beaujolais              | 2        | Belleville-en-Beaujolais    | 8,67             | 5 301             | 605               |
| 00554      | Mâcon                                 | 1        | Mâcon                       | 0,53             | 1 735             | 3 158             |
| 00653      | Genève - Annemasse (partie française) | 6        | Genève                      | 70,65            | 48 733            | 662               |
| 00760      | Lyon                                  | 20       | Lyon                        | 179,68           | 74 249            | 406               |
| 01101      | Saint-Martin-du-Frêne                 | 3        | Hors attraction des villes  | 35,28            | 2 197             | 461               |
| 01102      | Échenevex                             | 1        | Genève                      | 16,44            | 2 227             | 129               |
| 01103      | Versonnex                             | 1        | Genève                      | 5,89             | 2 222             | 364               |
| 01104      | Châtillon-la-Palud                    | 2        | Lyon                        | 33,39            | 2 438             | 71                |
| 01105      | Chalamont                             | 1        | Lyon                        | 32,88            | 2 544             | 78                |
| 01106      | Polliat                               | 1        | Bourg-en-Bresse             | 20,07            | 2 694             | 130               |
| 01107      | Saint-Maurice-de-Gourdans             | 1        | Lyon                        | 25,39            | 2 826             | 106               |
| 01108      | Buellas                               | 2        | Bourg-en-Bresse             | 17,59            | 2 806             | 159               |
| 01109      | Vonnas                                | 1        | Bourg-en-Bresse             | 17,81            | 3 233             | 180               |
| 01110      | Pont d'Ain                            | 1        | Hors attraction des villes  | 11,22            | 2 862             | 259               |
| 01111      | Culoz-Béon                            | 1        | Culoz-Béon                  | 29,66            | 3 416             | 116               |
| 01112      | Loyettes                              | 1        | Lyon                        | 21,28            | 3 468             | 155               |
| 01113      | Attignat                              | 1        | Bourg-en-Bresse             | 18,69            | 3 372             | 177               |
| 01114      | Feillens                              | 1        | Mâcon                       | 14,91            | 3 388             | 226               |
| 01115      | Saint-André-de-Corcy                  | 1        | Lyon                        | 20,73            | 3 369             | 162               |
| 01116      | Montagnat                             | 2        | Bourg-en-Bresse             | 29,67            | 3 682             | 123               |
| 01117      | Villieu-Loyes-Mollon                  | 1        | Lyon                        | 15,91            | 3 831             | 236               |
| 01118      | Péron                                 | 2        | Genève                      | 40,29            | 3 965             | 95                |
| 01119      | Montrevel-en-Bresse                   | 2        | Bourg-en-Bresse             | 26,57            | 3 937             | 144               |
| 01120      | Replonges                             | 1        | Mâcon                       | 16,59            | 3 929             | 231               |
| 01121      | Jujurieux                             | 2        | Ambérieu-en-Bugey           | 30,59            | 4 008             | 128               |
| 01122      | Crozet                                | 2        | Genève                      | 33,31            | 4 655             | 133               |
| 01123      | Ceyzériat                             | 2        | Bourg-en-Bresse             | 17,11            | 4 211             | 239               |
| 01124      | Nantua                                | 2        | Hors attraction des villes  | 22,29            | 4 054             | 183               |
| 01125      | Pont-de-Vaux                          | 3        | Mâcon                       | 30,91            | 4 317             | 140               |
| 01126      | Crottet - Pont-de-Veyle               | 3        | Mâcon                       | 24,37            | 4 736             | 194               |
| 01127      | Saint-Didier-sur-Chalaronne-Thoissey  | 2        | Saint-Didier-sur-Chalaronne | 26,38            | 4 613             | 177               |
| 01128      | Villars-les-Dombes                    | 1        | Lyon                        | 24,63            | 5 059             | 201               |
| 01129      | Plateau d'Hauteville                  | 1        | Plateau d'Hauteville        | 106,11           | 4 790             | 45                |
| 01130      | Châtillon-sur-Chalaronne              | 1        | Châtillon-sur-Chalaronne    | 17,86            | 5 154             | 278               |
| 01201      | Bâgé-Dommartin                        | 3        | Mâcon                       | 60,45            | 5 863             | 97                |
| 01202      | Béligneux                             | 2        | Lyon                        | 31,34            | 6 362             | 193               |
| 01203      | Montréal-la-Cluse                     | 5        | Oyonnax                     | 47,11            | 8 328             | 174               |
| 01204      | Lagnieu                               | 2        | Lagnieu                     | 36,32            | 8 461             | 230               |
| 01205      | Divonne-les-Bains (partie française)  | 1        | Genève                      | 33,88            | 10 300            | 295               |
| 01301      | Belley                                | 2        | Belley                      | 29,32            | 10 387            | 353               |
| 01302      | Meximieux                             | 3        | Lyon                        | 41,7             | 11 120            | 259               |
| 01303      | Ambérieu-en-Bugey                     | 3        | Ambérieu-en-Bugey           | 32,4             | 18 576            | 534               |
| 01401      | Gex                                   | 3        | Genève                      | 41,65            | 21 701            | 488               |
| 01402      | Oyonnax                               | 5        | Oyonnax                     | 77,15            | 31 500            | 407               |
| 01501      | Bourg-en-Bresse                       | 5        | Bourg-en-Bresse             | 102,4            | 62 488            | 603               |